# Języki bringen-wagaydy
Języki bringen-wagaydy – podrodzina zagrożonych wymarciem aborygeńskich języków Daly, dzieląca się na dwie gałęzie (bringen i wagaydy). Łączna liczba osób mówiących tymi językami nie przekracza 300.

## Podział Ethnologue[1]
W nawiasach podano liczbę użytkowników według akademickich danych szkoły Swarthmore College:
- Języki bringeńskie
  - język maridan (20)
  - język maridjabin (20)
  - język marimanindji (15)
  - język maringarr (30–40)
  - język marithiel (25)
  - język mariyedi (20)
  - język marti ke (10)
- Języki wagaydy
  - język ami (30–35)
  - język giyug (?)
  - język manda (25)
  - język maranunggu (15–20)
  - język wadjiginy (12)